# Ozzie Newsome
Ozzie Newsome Jr. (Muscle Shoals, 16 marzo 1956) è stato un giocatore di football americano, di nazionalità statunitense, che ha giocato nel ruolo di tight end per tutta la carriera con i Cleveland Browns della National Football League (NFL). Newsome è stato inserito nella Pro Football Hall of Fame nel 1999 ed è stato il general manager dei Baltimore Ravens dal 1996 fino al 2018.

## Carriera professionistica

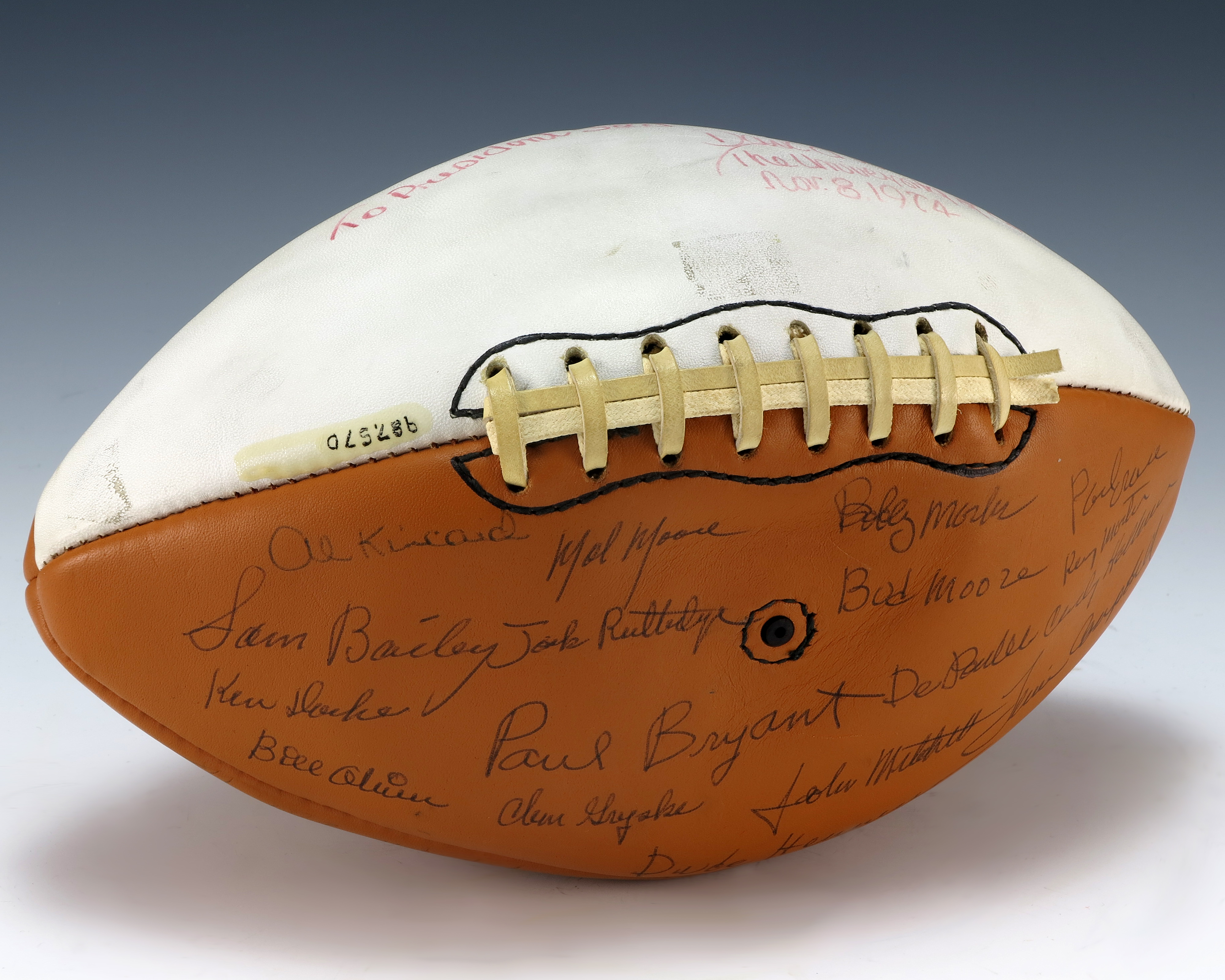
Un pallone riportante l'autografo di Newsome tra gli altri.

### Cleveland Browns
Soprannominato "Il mago di Oz" all'Università dell'Alabama, Newsome fu scelto come 23º assoluto nel Draft 1978 dai Cleveland Browns. Fu nominato miglior giocatore offensivo dei Browns nella sua stagione da rookie, la prima volta in 25 anni che un debuttante ricevette tale onore. Fu inserito nella formazione ideale della stagione All-Pro l'anno successivo, il 1979, e nuovamente fino al 1984. Newsome fu convocato per il Pro Bowl nel 1981, 1984 e 1985. Nel 1986 vinse il premio Ed Block Courage per aver giocato malgrado gli infortuni, mentre nel 1990 Newsome vinse il "Whizzer" White NFL Man of the Year Award per i suoi servigi alla comunità.
Newsome giocò in 198 gare consecutive come Brown, terminando la carriera con 662 ricezioni per 7.980 yard, entrambi record di franchigia a Cleveland, e 47 touchdown.
Nel 1999, Newsome fu inserito nella Pro Football Hall of Fame. È considerato da molti uno dei migliori, se non il migliore, tight end di tutti i tempi.

## Palmarès
- (3) Pro Bowl (1981, 1984, 1985)
- (7) All-Pro (1979, 1980, 1981, 1982, 1983, 1984, 1985)
- PFWA All-Rookie Team - 1978
- Formazione ideale della NFL degli anni 1980
- Pro Football Hall of Fame (classe del 1999)
- Classificato al #73 tra i migliori 100 giocatori di tutti i tempi da NFL.com